# Pete Haycock
Peter John Haycock (Stafford, 4 maart 1951 – Frankfurt am Main, 30 oktober 2013) was een Brits gitarist en componist. Hij begon zijn carrière als oprichter, leadgitarist en vocalist van de Climax Blues Band.

## Levensloop

### Beginjaren
Haycock werd geboren in Stafford en was op jonge leeftijd al onder de indruk van de gitaarsolo's van Hank B. Marvin van The Shadows. Hij speelde zijn eerste elektrische gitaar op een leeftijd van twaalf. Daarna speelde hij gitaar op school en de universiteit. Samen met jongens uit de buurt vormde hij de bluesband Mason-Dixon Line. In 1967 ontmoette Haycock Colin Cooper en werd hij lid van zijn soulband The Gospel Truth.

### Climax blues Band
In 1968 richtten Haycock en Cooper een nieuwe band op, de Climax Chicago Blues Band en veranderen kort daarna de naam in Climax Blues Band. De originele bezetting van de band bestond uit Haycock (gitaar en zang), Cooper (mondharmonica en zang), Derek Holt (gitaar en zang), (Richard Jones (basgitaar), Arthur Wood (toetsen) en George Newsome (drums) De grootste hit van de band was "Couldn't Get It Right" (nr. 3 Billboard Hot 100 en nr.10 UK Singles Chart) In loop der jaren maakte de band een aantal personeelswijzigingen door.

### Solocarrière
In 1985 was Haycock actief op verschillende soloprojecten, waarvan het eerste album Total Climax uit 1985 was. In 1988 had hij samenwerking met Gary Numan met Numans album Metal Rhythm. In 1989 nam hij samen met Derek Holt en Steve Hunter een album op, onder de naam The H Factor. Tussen 1989 en 1993 speelde Haycock ook bij de band ELO Part II. In begin jaren negentig bracht de band een live-cd en dvd uit met het Moscow Symphony Orchestra. In de begin jaren negentig werd Haycock door Hans Zimmer gevraagd om samen te werkte aan soundtracks. Hij was gitarist op de soundtracks K2, Toys en Drop Zone. Met zijn slidegitaar speelde het nummer "Thunderbird" dat het hoofdthema was van de soundtrack Thelma & Louise. Haycock begon zijn eigen muziek te componeren voor film en televisie, waaronder One False Move uit 1992 en Dominator uit 2003. Na een afwezigheid van het podium en live optredens, vormde Haycock een nieuwe band, Pete Haycock's True Blues met Glen Turner. In 2008 toerden ze door Europa en brachten ze hun eerste opname samen uit, Pete Haycock's True Blues: Live met Glen Turner.

### Overlijden
Haycock overleed door een hartaanval op 62-jarige leeftijd in zijn woonplaats Frankfurt am Main op 30 oktober 2013.

## Discografie

### Albums
- 1985: Total Climax (Climax)
- 1987: Guitar and Son
- 1990: Total Climax (Pete Haycock's Climax)
- 1991: The Soft Spot (Pete Haycock's Climax)
- 1992: Livin' It (The Pete Haycock Band)
- 2006: Biker's Dozen
- 2008: Live (Pete Haycock's True Blues, Featuring Glen Turner)

### Singles
- 1985: Sunbird (Pete Haycock's Climax)
- 1985: Young Executives (Pete Haycock's Climax)
- 1986: The Soft Spot (Pete Haycock's Climax)
- 1987: Lucienne